# Farratge deshidratat

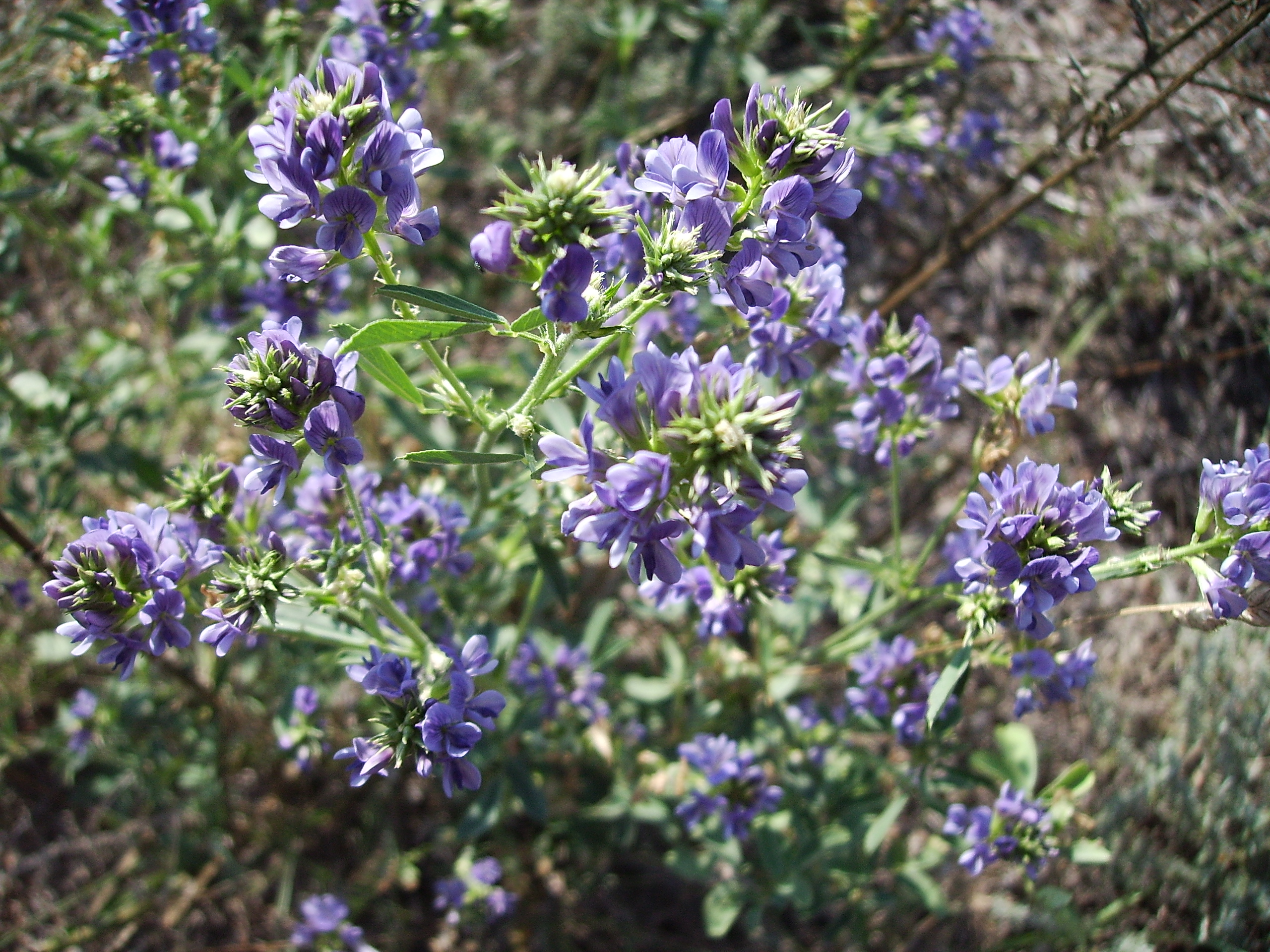
L'alfals és la principal de les plantes que es deshidraten artificialment

El farratge deshidratat és aquell tipus de farratge obtingut per un procés industrial d'assecat mitjançant calor artificial que el diferencia del farroig el qual s'asseca tradicionalment per acció del sol.
La Unió Europea concedeix subvencions per l'obtenció de farratges deshidratats. Durant la campanya 2008/09 es van obtenir 3.590.015 tones de farratge deshidratat. molt per sota de les produccions obtingudes abans del canvi, l'any 2003, del sistema de subvenció comunitari.
Espanya és el segon productor mundial de farratge deshidratat (el primer és Estats Units) i Catalunya el segon productor d'Espanya (el primer és Aragó).

## Característiques[2]
Els farratges deshidratats tenen un humitat inferior al 14%. La proteïna bruta (mesurada sobre matèria seca) és entre el 15 i el 18% i la fibra bruta entre le 27 i el 35%. Aquest tipus de farratges són particularment rics en xantofil·la que dona a la closca dels ous el color groc.
La presentació comercial del farratge deshidratat pot ser:
- En forma de farina: farratge deshidratat molt.
- Farratge picat: fet trossos sense arribar a fer-se farina
- Farratge granulat o pellets: en forma de cilindre compacte d'una llargada màxima de 6 cm
- Briqueta (o cub o pastilla): que és una massa de farratge picat de fibra curta amb la forma d'un paral·lelepípede compacte.
- Bala: paquet de forma de paral·lelepípede lligada, pot ser petita de menys de 40 kg apta per ser moguda per una sola persona (respectant les normes laborals al respecte) o grossa, moguda necessàriament de forma mecànica.

## Productes que es deshidraten
L'alfals és el principal seguit a molta distància pel blat de moro farratger (que es cull encara verd), el raigràs (Lolium), la festuca i moltes altres plantes farratgeres com el trèvol i la trepadella (Onobrychis viciifolia).

## Procediment
El procediment industrial de deshidratació de farratges va ser introduït a la Gran Bretanya a finals de la dècada de 1930. La crisi energètica de la dècada de 1970 va frenar el seu impuls.
Partint d'un farratge que entri amb un 34% d'humitat i després de deshidratar-se si en surt amb una humitat de l'11% el consum energètic és de 1.385 Megajoules per 1000 kg. El consum mitja és de 0,55 litres de gasoli per litre d'aigua evaporat.
El farratge, una vegada collit al camp, es condiciona mecànicament i després passa a la fàbrica.
El procés de deshidratació artificial pot fer-se a temperatura relativament baixa (130 a 150 °C) o relativament alta (800-1000 °C), essent aquest darrer el més emprat.
La instal·lació més usada consta d'un gran cilindre o tambor giratori horitzontal (anomenat Trommel) on es posa el farratge, el qual es desplaça cap a l'altre extrem impulsat per l'aire calent que l'asseca progressivament. Els trossos de fulla s'assequen molt de pressa i surten ràpidament del tambor, a un cicló recol·lector, mentre que les tiges, que són més humides i pesants, cauen a través del raig de l'aire i són arrossegades per la rotació del cilindre, avançant lentament fins que, quan queden assecades, també passen al cicló
El farratge, ja deshidratat, passa després al molí de martells, on es tritura en forma de farina. Aquesta pot ser el producte final en alguns casos, mentre que en altres es condueix després a una premsa granuladora.

## Usos
Si el procés de deshidratació és l'adequat, les característiques nutritives del farratge es modifiquen poc respecte al fresc o el fenc. Té l'avantatge que es pot recollir el farratge del camp sense estar pendent de la climatologia (en canvi els fencs tallats deixats sobre els camps s'espatllen si plou).
Les vaques lleteres poden rebre farratges deshidratats com farratge únic durant les lactacions però han de consumir també palla i el farratge deshidratat no ha d'estar massa picat, tanmateix l'alt preu d'aquest farratge fa que s'incorpori només com a complement de racions ensitjades per exemple. També una part de la dieta dels bovins de carn pot consistir en farratges deshidratats.
Les ovelles i altres animals quan estan estabulats també acostumen a rebre part del seu aliment com a farratges deshidratats.